# Leichtathletik-Europameisterschaften 1998/200 m der Männer

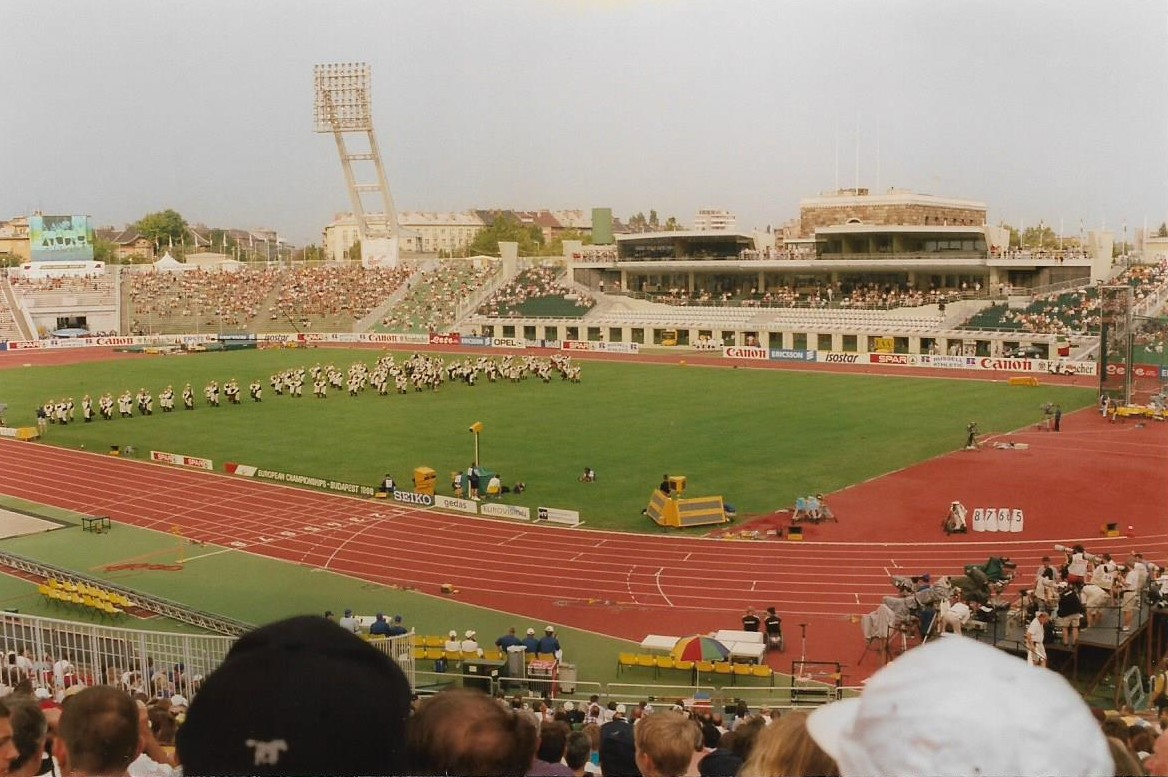
Das Népstadion von Budapest im Jahr 1998

Der 200-Meter-Lauf der Männer bei den Leichtathletik-Europameisterschaften 1998 wurde am 20. und 21. August 1998 im Népstadion der ungarischen Hauptstadt Budapest ausgetragen.
In diesem Wettbewerb gingen alle drei Medaillen an die Sprinter aus Großbritannien. Europameister wurde Douglas Walker vor Douglas Turner und Julian Golding.

## Bestehende Rekorde
| Weltrekord           | 19,32 s | Michael Johnson | OS Atlanta, USA       | 1. August 1996     |
| Europarekord         | 19,72 s | Pietro Mennea   | Mexiko-Stadt, Mexiko  | 12. September 1979 |
| Meisterschaftsrekord | 20,11 s | John Regis      | EM Split, Jugoslawien | 30. August 1990    |

Alle Rennen hier in Budapest waren begleitet von unterschiedlich starken Gegenwinden. So wurde der bestehende EM-Rekord nicht erreicht. Die schnellste Zeit erzielte der später im Finale drittplatzierte Brite Julian Golding mit 20,39 s im ersten Vorlauf bei einem Gegenwind von 1,2 m/s, womit er 28 Hundertstelsekunden über dem Rekord blieb. Zum Europarekord fehlten ihm 67, zum Weltrekord 98 Hundertstelsekunden.

## Legende
Kurze Übersicht zur Bedeutung der Symbolik – so üblicherweise auch in sonstigen Veröffentlichungen verwendet:
| DNF | Wettkampf nicht beendet (did not finish) |
| DSQ | disqualifiziert                          |

## Vorrunde
20. August 1998
Die Vorrunde wurde in vier Läufen durchgeführt. Die ersten drei Athleten pro Lauf – hellblau unterlegt – sowie die darüber hinaus vier zeitschnellsten Läufer – hellgrün unterlegt – qualifizierten sich für das Halbfinale.

### Vorlauf 1
Wind: −1,2 m/s
| Platz | Name                     | Nation         | Zeit (s) |
| ----- | ------------------------ | -------------- | -------- |
| 1     | Julian Golding           | Großbritannien | 20,39    |
| 2     | Troy Douglas             | Niederlande    | 20,55    |
| 3     | Christophe Cheval        | Frankreich     | 20,59    |
| 4     | Georgios Panagiotopoulos | Griechenland   | 21,05    |
| 5     | Daniel Bittner           | Deutschland    | 21,09    |
| 6     | Martín Morkes            | Tschechien     | 21,14    |
| 7     | Piotr Balcerzak          | Polen          | 21,22    |
| 8     | Martin Plesničar         | Slowenien      | 21,35    |

### Vorlauf 2
Wind: −0,9 m/s
| Platz | Name                 | Nation      | Zeit (s) |
| ----- | -------------------- | ----------- | -------- |
| 1     | Prodomos Katsontonis | Zypern      | 20,76    |
| 2     | Alessandro Attene    | Italien     | 20,96    |
| 3     | Erik Wijmeersch      | Belgien     | 21,02    |
| 4     | Manuel Milde         | Deutschland | 21,08    |
| 5     | Tamás Mezei          | Israel      | 21,09    |
| 6     | Harri Kivelä         | Finnland    | 21,14    |
| 7     | Martin Briňarský     | Slowakei    | 21,32    |
| 8     | Kevin Widmer         | Schweiz     | 21,37    |

### Vorlauf 3

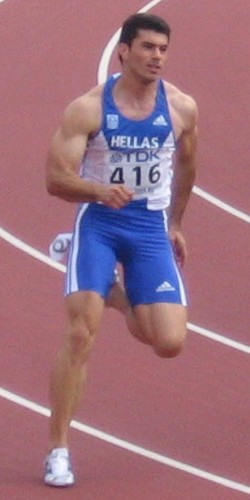
Panayiótis Sarrís – ausgeschieden als Sechster des dritten Vorlaufs

Wind: −0,8 m/s
| Platz | Name                 | Nation         | Zeit (s) |
| ----- | -------------------- | -------------- | -------- |
| 1     | Douglas Turner       | Großbritannien | 20,63    |
| 2     | Anninos Markoullidis | Griechenland   | 20,74    |
| 3     | Gary Ryan            | Irland         | 20,76    |
| 4     | Patrick van Balkom   | Niederlande    | 20,88    |
| 5     | Resat Oguz           | Türkei         | 21,10    |
| 6     | Panayiótis Sarrís    | Griechenland   | 21,24    |
| 7     | Mario Bonello        | Malta          | 21,65    |
| DNF   | Marcin Urbaś         | Polen          |          |

### Vorlauf 4

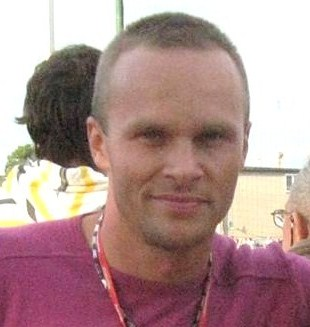
Marcin Urbaś erreichte im vierten Vorlauf nicht das Ziel

Wind: −0,6 m/s
| Platz | Name                     | Nation         | Zeit (s) |
| ----- | ------------------------ | -------------- | -------- |
| 1     | Rodrigue Nordin          | Frankreich     | 20,52    |
| 2     | Geir Moen                | Norwegen       | 20,64    |
| 3     | Douglas Walker           | Großbritannien | 20,67    |
| 4     | Torbjörn Eriksson        | Schweden       | 20,85    |
| 5     | Petko Yankov             | Bulgarien      | 20,89    |
| 6     | Francisco Javier Navarro | Spanien        | 21,22    |
| 7     | Paul Brizzel             | Irland         | 21,25    |

## Halbfinale
21. August 1998
Aus den beiden Halbfinalläufen qualifizierten sich die jeweils ersten vier Athleten – hellblau unterlegt – für das Finale.

### Halbfinallauf 1

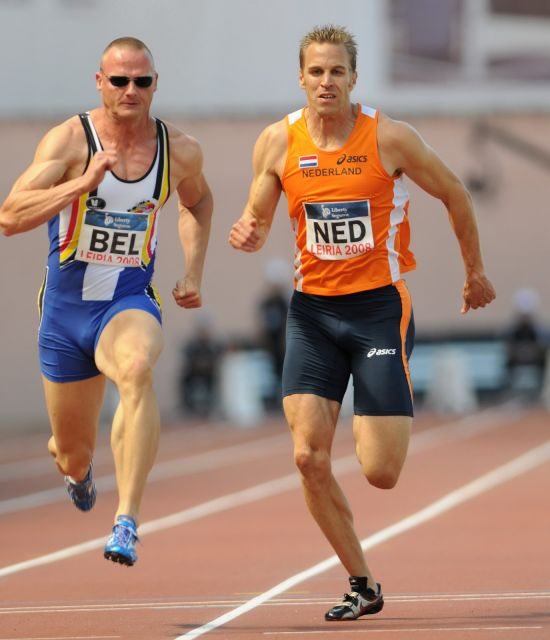
Erik Wijmeersch (rechts) wurde im ersten Halbfinallauf disqualifiziert

Wind: −0,2 m/s
| Platz | Name                     | Nation         | Zeit (s) |
| ----- | ------------------------ | -------------- | -------- |
| 1     | Julian Golding           | Großbritannien | 20,61    |
| 2     | Troy Douglas             | Niederlande    | 20,65    |
| 3     | Prodomos Katsontonis     | Zypern         | 20,80    |
| 4     | Christophe Cheval        | Frankreich     | 20,87    |
| 5     | Torbjörn Eriksson        | Schweden       | 21,00    |
| 6     | Alessandro Attene        | Italien        | 21,04    |
| 7     | Georgios Panagiotopoulos | Griechenland   | 21,15    |
| DSQ   | Erik Wijmeersch          | Belgien        |          |

### Halbfinallauf 2
Wind: −1,8 m/s
| Platz | Name                 | Nation         | Zeit (s) |
| ----- | -------------------- | -------------- | -------- |
| 1     | Douglas Walker       | Großbritannien | 20,74    |
| 2     | Douglas Turner       | Großbritannien | 20,89    |
| 3     | Rodrigue Nordin      | Frankreich     | 21,00    |
| 4     | Geir Moen            | Norwegen       | 21,01    |
| 5     | Patrick van Balkom   | Niederlande    | 21,04    |
| 6     | Petko Yankov         | Bulgarien      | 21,08    |
| 7     | Anninos Markoullidis | Griechenland   | 21,14    |
| 8     | Gary Ryan            | Irland         | 21,28    |

## Finale
21. August 1998
Wind: −0,1 m/s
| Platz | Name                 | Nation         | Zeit (s) |
| ----- | -------------------- | -------------- | -------- |
| 1     | Douglas Walker       | Großbritannien | 20,53    |
| 2     | Douglas Turner       | Großbritannien | 20,64    |
| 3     | Julian Golding       | Großbritannien | 20,72    |
| 4     | Geir Moen            | Norwegen       | 20,78    |
| 5     | Rodrigue Nordin      | Frankreich     | 20,83    |
| 6     | Christophe Cheval    | Frankreich     | 20,91    |
| 7     | Prodomos Katsontonis | Zypern         | 21,24    |
| DSQ   | Troy Douglas         | Niederlande    |          |

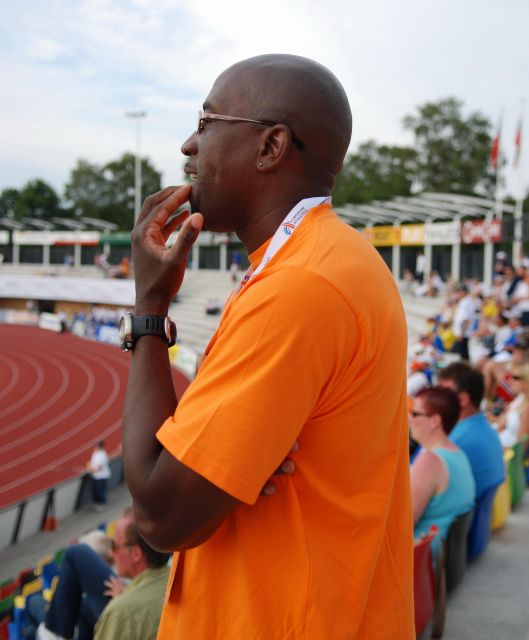
Troy Douglas erreichte das Finale und wurde dort disqualifiziert

Troy Douglas hatte nach Entscheidung anhand des Zielfotos zunächst Platz vier knapp hinter Julian Golding belegt. Als Douglas heftig gegen dieses Urteil protestierte, wurde er schließlich disqualifiziert.

## Videolinks
- Men's 200m Final European Champs Budapest August 1998, youtube.com, abgerufen am 5. Januar 2023
- Men's 200m Final European Champs Budapest 1998, youtube.com, abgerufen am 5. Januar 2023